# Motoyama (métro de Nagoya)
Motoyama (本山駅, Motoyama-eki) est une station du métro de Nagoya sur les lignes Higashiyama et Meijō dans l'arrondissement de Chikusa à Nagoya.

## Situation sur le réseau
La station Motoyama est située au point kilométrique (PK) 14,2 de la ligne Higashiyama et au PK 14,1 de la ligne Meijō.

## Histoire
La station a été inaugurée le 1er avril 1963 sur la ligne Higashiyama. La ligne Meijō y arrive le 13 décembre 2003.

## Services aux voyageurs

### Accès et accueil
La station est ouverte tous les jours.

### Desserte

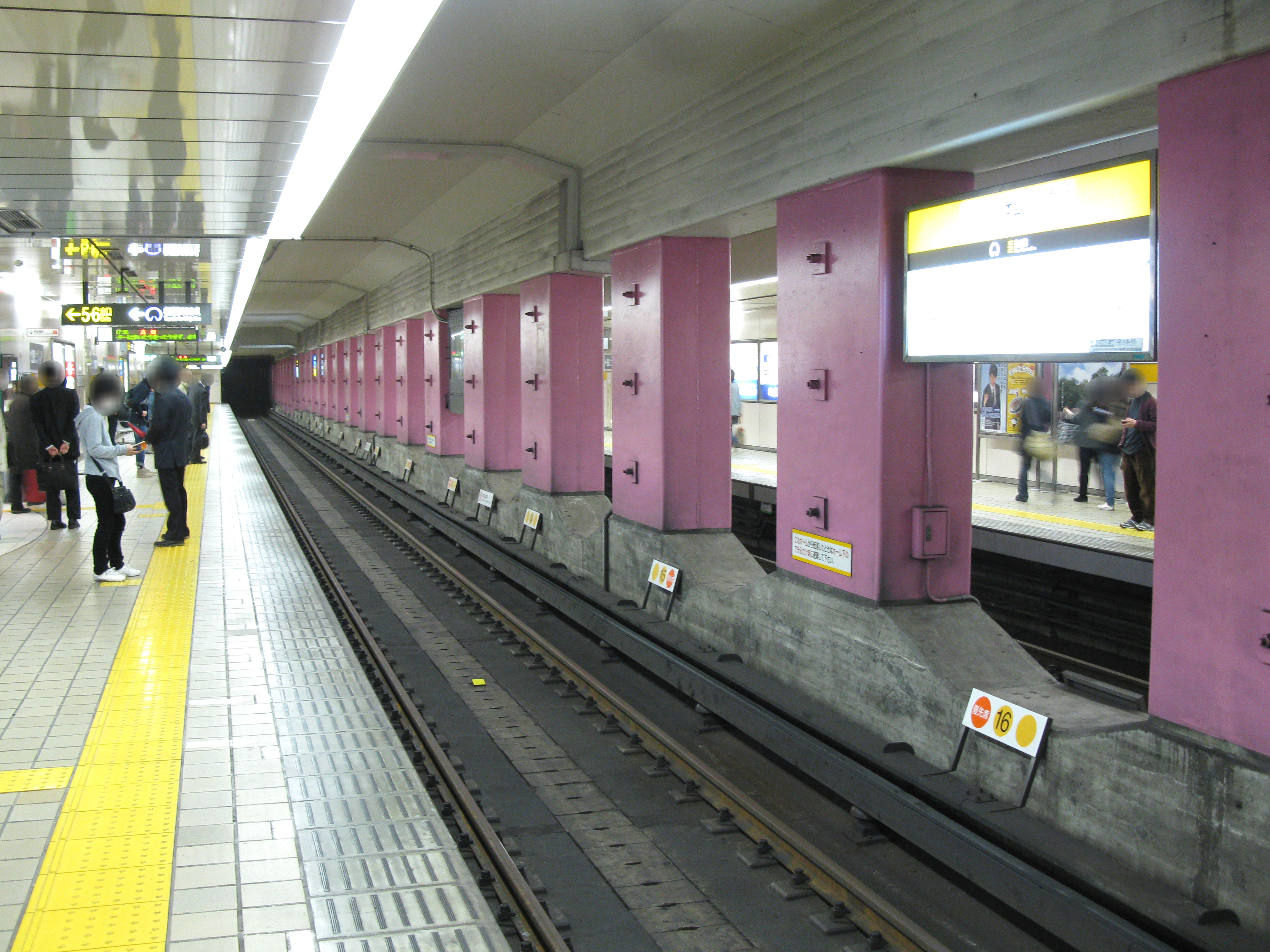
Vue des quais de la ligne Higashiyama

- Ligne Higashiyama :
  - voie 1 : direction Fujigaoka
  - voie 2 : direction Takabata
- Ligne Meijō :
  - voie 3 : direction Ōzone
  - voie 4 : direction Aratama-bashi

## Dans les environs
- Tōgan-ji